# Lista galaxiilor

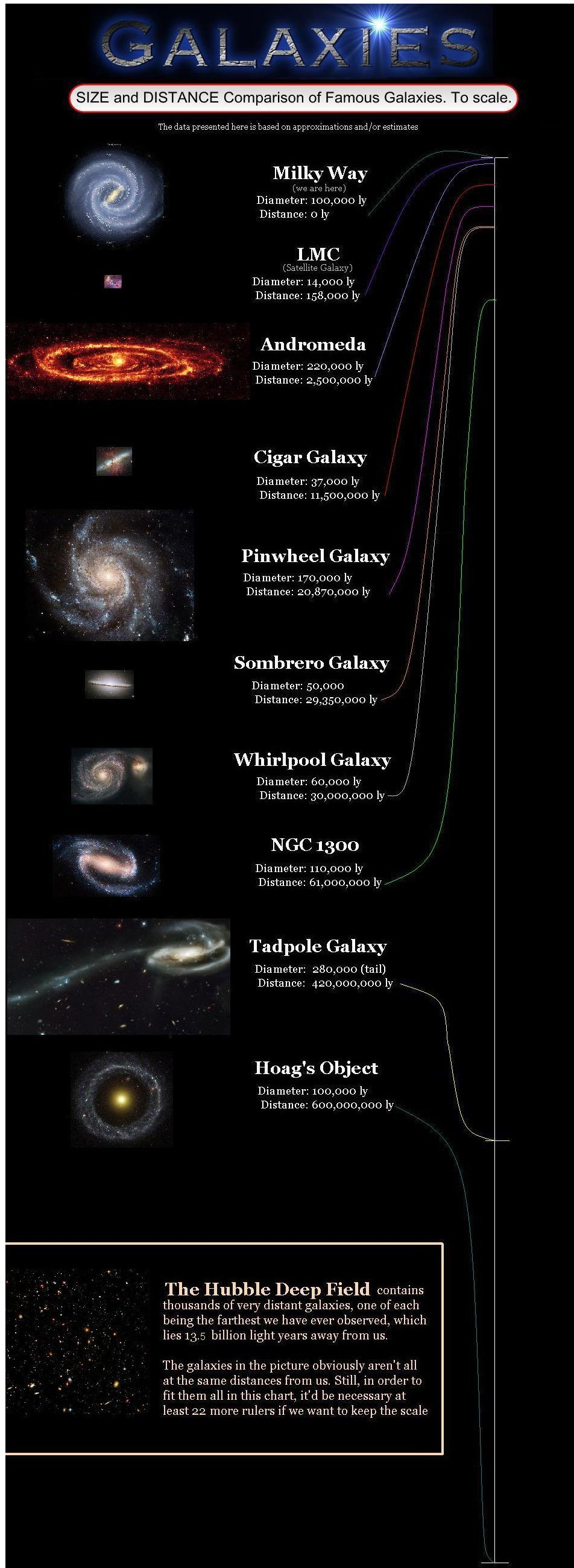
Mărimea (stânga) și distanța (dreapta) a câtorva galaxii cunoscute la scară.

Ceea ce urmează este o listă de galaxii notabile.
Există aproximativ 51 de galaxii în Grupul Local, aproximativ 100.000 în Super-roiul Local și se estimează un trilion în întregul Univers observabil.
Descoperirea naturii galaxiilor ca distinctă de alte nebuloase (nori interstelari) a fost făcută în anii 1920. Primele încercări de cataloage sistematice de galaxii au fost făcute în anii '60, cu Catalogul galaxiilor și al grupurilor de galaxii care conține 29.418 galaxii și grupuri de galaxii, iar cu Catalogul morfologic al galaxiilor, o presupusă listă completă de galaxii cu magnitudine fotografică peste 15, care cuprinde 30.642 articole. În anii 1980, grupurile de galaxii Lyons au listat 485 de grupuri de galaxii cu 3.933 de galaxii membre. Galaxy Zoo este un proiect care vizează o listă mai cuprinzătoare: lansat în iulie 2007, a clasificat peste un milion de imagini ale galaxiilor din „The Sloan Digital Sky Survey”, Telescopul spațial Hubble și „Cosmic Assembly Near-Infrared Deep Extragalactic Legacy Survey”.
Nu există o convenție de denumire universală pentru galaxii, deoarece acestea sunt catalogate în mare parte înainte de a se stabili dacă obiectul este sau nu o galaxie. În mare parte, sunt identificate prin coordonatele lor cerești împreună cu numele proiectului de observare (HUDF, SDSS, 3C, CFHQS, NGC/IC etc.)

## Galaxii care au nume
Aceasta este o listă de galaxii care sunt bine cunoscute pentru altceva decât un articol dintr-un catalog sau listă, sau un set de coordonate sau o desemnare sistematică.
| Imagine | Galaxie                       | Constelație            | Originea numelui | Note |
| ------- | ----------------------------- | ---------------------- | --- | --- |
|         | Galaxia Andromeda             | Andromeda              | Andromeda, care este prescurtarea de la „Galaxia Andromeda”, își primește numele din zona cerului în care apare, constelația Andromeda.                             | Andromeda este cea mai apropiată galaxie mare de Calea Lactee și este de așteptat să se ciocnească cu Calea Lactee peste aproximativ 4 miliarde de ani de acum încolo.                                                                                                  |
|         | Galaxiile Antennae            | Corbul                 | Are un aspect similar cu antenele unei insecte. | |
|         | Galaxia Retrogradă            | Centaurul              | Pare să se rotească înapoi, deoarece vârfurile brațelor spiralate se îndreaptă în direcția de rotație.                                                              | |
|         | Galaxia Ochilor Negri         | Părul Berenicei        | Are o bandă spectaculoasă întunecată de praf absorbant în fața nucleului strălucitor al galaxiei, dând naștere la porecle ale galaxiei „Ochi Negru” sau „Ochi rău”. | |
|         | Galaxia Bode                  | Ursa Mare              | Numită după Johann Elert Bode care a descoperit această galaxie în 1774.                                                                                            | |
|         | Galaxiile Fluture             | Fecioara               | Aspectul este similar unui fluture. | |
|         | Galaxia Roată de Car          | Sculptorul             | Aspectul său vizual este similar cu cel al unei roți de car. | |
|         | Galaxia Trabuc                | Ursa Mare              | Aspectul este similar unui trabuc. | |
|         | Galaxia Compasul              | Compasul               | Numită după constelația unde ete situată. | |
|         | Galaxia Părul Moriștei        | Părul Berenicei        | Numită după asemănarea sa cu Galaxia Morișca și localizarea sa în constelația Părul Berenicei.                                                                      | |
|         | Galaxia Cometă                | Sculptorul             | Această galaxie este numită după aspectul său neobișnuit, arătând ca o cometă.                                                                                      | Efectul cometei este cauzat de îndepărtarea valurilor de către roiul său de galaxii, Abell 2667. |
|         | Cosmos Redshift 7             | Sextantul              | Numele acestei galaxii se bazează pe o deplasare spre roșu z măsurată de aproape 7 (de fapt, z=6,604)                                                               | Galaxia Cosmos Redshift 7 este cea mai strălucitoare dintre galaxiile îndepărtate (z > 6) și conține unele dintre cele mai vechi stele (prima generație; Populația III) care au produs elementele chimice necesare pentru formarea ulterioară a planetelor și a vieții. |
|         | Ochiul lui Sauron             | Câinii de Vânătoare    | Datorită asemănării sale cu Ochiul lui Sauron din filmul Lord of the Rings.                                                                                         | |
|         | Galaxia Artificiilor          | Lebăda și Cefeu        | Datorită aspectului său luminos și pătat. | |
|         | Galaxiile Crosă de Hockey     | Câinii de Vânătoare    | Aspectul său alungit și curbat seamănă cu o crosă de hochei. | |
|         | Obiectul lui Hoag             | Șarpele                | Numită de Art Hoag, care a descoperit această galaxie inelară în 1950.                                                                                              | |
|         | Marele Nor al lui Magellan    | Peștele de Aur/Platoul | Numită după Ferdinand Magellan | Aceasta este a patra ca mărime din Grupul Local și formează o pereche cu Micul Nor al lui Magellan, iar din cercetări recente, este posibil să nu facă parte deloc din sistemul satelit al Căii Lactee.                                                                 |
|         | Inelul Lindsay-Shapley        | Peștele Zburător       | Numită după descoperitorul său, Eric Lindsay, profesorul său Harlow Shapley, și natura sa ca o galaxie inelară.                                                     | |
|         | Galaxia Micul Sombrero        | Pegas                  | Numită după asemănarea cu Galaxia Sombrero. | |
|         | Galaxia Medusa                | Ursa Mare              | Se spune că praful evacuat din galaxiile care fuzionează arată ca șerpii pe care Medusa din mitologia greacă îi avea pe cap.                                        | |
|         | Galaxia sculptorului pitic    | Sculptor               | Similară cu galaxiile Sculptorului | |
|         | Galaxiile Șoarece             | Părul Berenicei        | Aspectul e simlar unui șoarece. | |
|         | Micul Nor al lui Magellan     | Tucanul                | Numită după Ferdinand Magellan | Aceasta formează o pereche cu Marele Nor al lui Magellan și, din cercetările recente, este posibil să nu facă parte deloc din sistemul de sateliți ai Căii Lactee. |
|         | Obiectul lui Mayall           | Ursa Major             | Poartă numele lui Nicholas Mayall de la Observatorul Lick, care a descoperit-0.                                                                                     | Numite și VV 32 și Arp 148, acesta este un obiect cu aspect foarte particular și este probabil să nu fie o singură galaxie, ci două galaxii supuse unei coliziuni. |
|         | Calea Lactee                  | Săgetătorul (centru)   | De pe Pământ galaxia pare o bandă de lumină. | Galaxia care conține Soarele și Sistemul său Solar și, prin urmare, Pământul. |
|         | Galaxia Acului                | Părul Berenicei        | Numit datorită aspectului său zvelt. | |
|         | Galaxia Wolf-Lundmark-Melotte | Balena                 | Numită după cei trei astronomi care au descoperit-o. | |
|         | Galaxia Vârtelniței           | Ursa Mare              | Seamănă cu jucăria morișcă de vânt. | |
|         | Galaxia Sculptorul            | Sculptor               | Numită după amplasarea sa în Constelația Sculptorului. Numită și Dolarul de argint sau Moneda de argint datorită aspectului său ușor circular.                      | |
|         | Galaxia Sombrero              | Fecioara               | Asemănătoare cu un sombrero | |
|         | Galaxia Vârtelniței de Sud    | Hidra                  | Numită după asemănarea cu Galaxia Vârtelniței și localizarea acesteia în emisfera celestă sudică.                                                                   | |
|         | Galaxia Floarea-Soarelui      | Câinii de Vânătoare    | Numită după asemănarea cu floarea-soarelui. | |
|         | Galaxia Mormolocului          | Dragon                 | Numele provine de la asemănarea galaxiei cu un mormoloc. | |
|         | Galaxia Triunghiului          | Triunghiul             | Numită după amplasarea sa în constelația Triunghiului. | |
|         | Galaxia Volburei              | Câinii de Vânătoare    | | |
|         | Malin 1                       | Părul Berenicei        | Descoperită și numită de astronomul David Malin. | |

## Galaxii care se văd cu ochiul liber
Aceasta este o listă de galaxii care sunt vizibile cu ochiul liber, cel puțin pentru observatori aflați într-un mediu de cer foarte întunecat, la o altitudine ridicată, pe vreme clară și stabilă. 
| Galaxie                             | Apparent Magnitude | Distanță                              | Constelație            | Note |
| ----------------------------------- | ------------------ | ------------------------------------- | ---------------------- | --- |
| Calea Lactee                        | −6,5               | 0                                     | Săgetătorul (centru)   | Aceasta este galaxia care conține Soarele și Sistemul său Solar și, prin urmare, Terra. Cele mai multe obiecte vizibile cu ochiul liber pe cer fac parte din acesta.                                                                                            |
| Marele Nor al lui Magellan          | 0,9                | 160.000 ani-lumină (50 kpc)           | Peștele de Aur/Platoul | Vizibilă numai din emisfera sudică. Este, de asemenea, cea mai strălucitoare zonă de nebulozitate de pe cer. |
| Micul Nor al lui Magellan (NGC 292) | 2,7                | 200.000 ani-lumină (60 kpc)           | Tucana                 | Vizibil numai din emisfera sudică. |
| Galaxia Andromeda (M31, NGC 224)    | 3,4                | 2,5 milioane ani-lumină (780 kpc)     | Andromeda              | Odată numită Marea Nebuloasă Andromeda, este situată în constelația Andromeda. |
| Galaxia Triunghiului (M33, NGC 598) | 5,7                | 2,9 milioane ani-lumină (900 kpc)     | Triunghiul             | Fiind un obiect difuz, vizibilitatea acesteia este puternic afectată chiar și de cantități mici de poluare luminoasă, variind de la ușor vizibil în viziunea directă pe cerul cu adevărat întunecat până la un obiect dificil de văzut pe cerul rural/suburban. |
| Centaurus A (NGC 5128)              | 6,84               | 13,7 milioane de ani-lumină (4,2 Mpc) | Centaurul              | Centaurus A a fost văzută cu ochiul liber de Stephen James O'Meara. |
| Galaxia lui Bode (M81, NGC 3031)    | 6,94               | 12 milioane de ani-lumină (3,6 Mpc)   | Ursa Mare              | Astronomii amatori cu mare experiență ar putea vedea Messier 81 în condiții excepționale de observare. |
| Galaxia Sculptorul (NGC 253)        | 7,2                | 12 milioane ani-lumină (3,6 Mpc)      | Sculptorul             | NGC 253 a fost observată cu ochiul liber de Timo Karhula. |

## Vezi și
- Galaxie
- Calea Lactee
- Grupul Local
- Super-roi de galaxii
- Super-roiul Fecioara
- Lista celor mai apropiate galaxii
- Lista stelelor
- Liste de corpuri cerești
- Listă de quasari